# Matt Helders
Matt Helders (Sheffield, 7 mei 1986) is de drummer en achtergrondzanger van de Arctic Monkeys. De band brak in 2006 door met Whatever People Say I Am, That’s What I’m Not, en hebben tot op heden zeven albums uitgebracht. Tevens is Helders de drummer van de politieke rock/hip-hopgroep Mongrel.

## Biografie
Helders groeide op in Sheffield, waar hij naar Stocksbridge High School ging. Daar ontmoette hij Alex Turner, Jamie Cook en Andy Nicholson, met wie hij in 2002 Arctic Monkeys vormde. Omdat hij nog geen instrument bespeelde, schafte hij een drumstel aan nadat de overige leden al gitaren hadden. Helders: "Dat was het enige ding dat we nog misten. We begonnen zonder dat een van ons een instrument kon spelen, we hebben het allemaal bij elkaar gedaan. Zij hadden gitaren en ik nam na een tijd een drumstel mee". Helders had nooit les gehad, naar zijn zeggen leerde hij zichzelf drummen.
Helders staat bekend als een "comedy member of the group" ofwel het humorlid. Helders blijft, net als de andere bandleden, gewoon in zijn oude regio wonen. Hij vertelt: "Overal om je heen zijn er nog veel dingen om over te schrijven. Toeren leidt je naar veel plaatsen en je realiseert dat je daar niet zou willen wonen... En als je weer thuis komt, is het makkelijk om weer naar oude gewoontes te gaan en de bekende plaatsen".
Helders heeft een eigen kledinglijn die bestaat uit een jack, een hoed en drie T-shirts. Hij begon te verkopen in mei 2007. Een pound van iedere opbrengst wordt geschonken aan het Arthur Rank Hospice.

## Discografie

### Met Arctic Monkeys
- Whatever People Say I Am, That’s What I’m Not (2006)
- Favourite Worst Nightmare (2007)
- Humbug (2009)
- Suck It and See (2011)
- AM (2013)
- Tranquility Base Hotel & Casino (2018)
- The Car (2022)

### Met Mongrel
- Better Than Heavy (2009)

### Met Iggy Pop
- post pop depression (2016)

- Gemeinsame Normdatei: 1237988012
- International Standard Name Identifier: 0000 0003 7280 1678
- Library of Congress Control Number: no2016065897
- MusicBrainz: e7ae3e08-43f5-4c19-81e9-34f16b00fbc2
- Virtual International Authority File: 483149294314380521745
- WorldCat: E39PBJtxdgqBPYp4wdtWRghmBP